# Yejong de Joseon
Yejong de Joseon (23 de enero de 1450-9 de enero de 1470), nombre personal: Yi Hwang (en hangul, 이황; en hanja, 李晄), inicialmente titulado Gran Príncipe Haeyang (en hangul, 해양대군; en hanja, 海陽大君), fue el octavo monarca de la dinastía Joseon de Corea. Sucedió a su padre, el rey Sejo, en 1468, cuando tenía 19 años, pero estaba demasiado enfermo para gobernar y murió un año después.
Uno de los incidentes más destacados durante su reinado fue el juicio y ejecución del general Nam Yi (남이, 南怡), quien era famoso por haber reprimido la rebelión de Yi Si-ae junto con el general Gang Sun (강순, 康純). A la edad de 28 años, Nam Yi fue nombrado Ministro de Asuntos Militares. Sin embargo, cuando Yejong subió al trono, Yu Ja-gwang (유자광, 柳子光), que estaba celoso de Nam Yi, lo acusó de traición al descubrir que al propio rey no le gustaba el general. Yu también involucró a Gang Sun e inició un juicio presenciado por Yejong. Fueron declarados culpables y ejecutados, mientras que Yu Ja-gwang fue ascendido a un alto cargo. Después de este incidente, hubo muchos casos en los que Yu acusó a ministros que aparentemente eran más prestigiosos que él.

## Biografía
Nació en 1450 como el segundo hijo del Gran Príncipe Suyang (como se conocía al Rey Sejo en ese momento) y su consorte principal, la dama Yun del clan Papyeong Yun (más tarde Reina Jeonghui). Fue ascendido a príncipe heredero a la edad de 7 años, tras la repentina muerte de su hermano mayor, el príncipe heredero Uigyeong.
En 1468 su padre abdicó, pero como Yi Hwang aún no tenía 20 años y había estado físicamente débil desde su infancia, su madre, la reina viuda Jaseong, se ocupó de gobernar extraoficialmente la nación. Según registros de esta época, las decisiones políticas las tomaban la reina y tres súbditos designados por el rey Sejo.
Aunque su reinado duró apenas catorce meses, durante el mismo se produjeron varios hechos dignos de mención. En 1468, la presunta traición de Nam I influyó mucho en la política de la corte. Justo antes de su muerte en 1469, Joseon comenzó a prohibir todo comercio con Japón. Yi Hwang también otorgó a los agricultores comunes el derecho a cultivar campos que originalmente pertenecían al ejército. Además, se hicieron esfuerzos para evitar que los servidores públicos fueran tiránicos con los súbditos, aunque con escasos resultados.
Murió poco antes de cumplir los 20 años y fue enterrado junto a su segunda esposa, la reina Ansun, en el grupo Seooneung ubicado en Goyang, provincia de Gyeonggi. Su tumba se conoce como Changneung (창릉).
Después de la muerte de Yejong, su hijo no heredó el trono, sino que fue su sobrino y segundo hijo del príncipe heredero Uigyeong, el gran príncipe Jalsan, quien se convirtió en heredero y fue honrado póstumamente como rey Seongjong.
Los dos hijos de Yejong, el Gran Príncipe Inseong y el Gran Príncipe Jean, murieron sin descendencia. En 1874, durante el reinado de Gojong, Yi Ong, el Príncipe Seoseong del Tercer Rango Junior (서성부정 이옹) (1487-1510) y tataranieto de Sejong el Grande, fue nombrado póstumamente heredero del Gran Príncipe Inseong. De manera similar, a Yi Pa (이파) (1515-1571), tataranieto de Jeongjong de Joseon, también se le concedió el título de Príncipe Nakpung (Nakpung Gun; 낙풍군) y se convirtió en heredero del Gran Príncipe Jean.

## Familia
- Padre: Yi Yu, Sejo de Joseon (조선 세조) (16 de noviembre de 1417-2 de octubre de 1468)
  - Abuelo: Rey Sejong de Joseon (조선 세종) (15 de mayo de 1397-30 de marzo de 1450)
  - Abuela: Reina Soheon, del clan Cheongsong Sim (소헌왕후 심씨) (20 de octubre de 1395-28 de abril de 1446)
- Madre: Reina Jeonghui, del clan Papyeong Yun (정희왕후 윤씨) (23 de diciembre de 1418-15 de mayo de 1483)
  - Abuelo: Yun Beon (윤번) (1384–1448)
  - Abuela: Señora Lee, del clan Incheon Lee (인천 이씨) (1383–1456)[6][7]

Consortes y sus respectivos descendientes:
1. Reina Jangsun, del clan Cheongju Han (장순왕후 한씨) (3 de marzo de 1445-14 de enero de 1462)[8][9][10][11]
  1. Yi Bun, gran príncipe Inseong (인성대군 이분) (31 de diciembre de 1461-4 de diciembre de 1463), primogénito.
2. Reina Ansun, del clan Cheongju Han (안순왕후 한씨) (27 de abril de 1445-12 de febrero de 1499)[12]
  1. Princesa Hyeonsuk (현숙공주) (28 de marzo de 1464-2 de julio de 1502), primera hija.[13][14]
  2. Yi Hyeon, gran príncipe Jean (제안대군 이현) (8 de marzo de 1466 - 6 de enero de 1526), segundo hijo.[15][16]
  3. Tercer hijo (?-1468)
  4. Princesa Hyesun (혜순공주) (1468-1469), segunda hija.[13]
3. Real y noble consorte Gong, del clan Jeonju Choe (공빈 최씨) <refNone>Concubina del primer rango superior (Bin; 빈, 嬪).</ref>[17][18]
4. Dama de la corte Gi (상궁 기씨) (?-1489)[19]
5. Concubina Yi (후궁 이씨).[20]

## Ascendencia
|  |                                                                                    |  |  |  |  |  |  |  |  |  |  |  |  |  |  |  |
|  | 16. Rey Taejo de Joseon (조선 태조)                                                |  |  |  |  |  |  |  |  |  |  |  |  |  |  |  |
|  |                                                                                    |  |  |  |  |  |  |  |  |  |  |  |  |  |  |  |
|  |                                                                                    |  |  |  |  |  |  |  |  |  |  |  |  |  |  |  |
|  | 8. Rey Taejong de Joseon (조선 태종)                                               |  |  |  |  |  |  |  |  |  |  |  |  |  |  |  |
|  |                                                                                    |  |  |  |  |  |  |  |  |  |  |  |  |  |  |  |
|  |                                                                                    |  |  |  |  |  |  |  |  |  |  |  |  |  |  |  |
|  | 17. Reina Sinui del clan Cheongju Han (신의왕후 한씨)                              |  |  |  |  |  |  |  |  |  |  |  |  |  |  |  |
|  |                                                                                    |  |  |  |  |  |  |  |  |  |  |  |  |  |  |  |
|  |                                                                                    |  |  |  |  |  |  |  |  |  |  |  |  |  |  |  |
|  | 4. Rey Sejong de Joseon (조선 세종)                                                |  |  |  |  |  |  |  |  |  |  |  |  |  |  |  |
|  |                                                                                    |  |  |  |  |  |  |  |  |  |  |  |  |  |  |  |
|  |                                                                                    |  |  |  |  |  |  |  |  |  |  |  |  |  |  |  |
|  | 18. Min Je, príncipe interno Yeoheung y duque Mundo (여흥부원군 문도공 민제)       |  |  |  |  |  |  |  |  |  |  |  |  |  |  |  |
|  |                                                                                    |  |  |  |  |  |  |  |  |  |  |  |  |  |  |  |
|  |                                                                                    |  |  |  |  |  |  |  |  |  |  |  |  |  |  |  |
|  | 9. Reina Wongyeong del clan Yeoheung Min (원경왕후 민씨)                           |  |  |  |  |  |  |  |  |  |  |  |  |  |  |  |
|  |                                                                                    |  |  |  |  |  |  |  |  |  |  |  |  |  |  |  |
|  |                                                                                    |  |  |  |  |  |  |  |  |  |  |  |  |  |  |  |
|  | 19. Dama Song del clan Yeosan Song (여산 송씨)                                     |  |  |  |  |  |  |  |  |  |  |  |  |  |  |  |
|  |                                                                                    |  |  |  |  |  |  |  |  |  |  |  |  |  |  |  |
|  |                                                                                    |  |  |  |  |  |  |  |  |  |  |  |  |  |  |  |
|  | 2. Rey Sejo de Joseon (조선 세조)                                                  |  |  |  |  |  |  |  |  |  |  |  |  |  |  |  |
|  |                                                                                    |  |  |  |  |  |  |  |  |  |  |  |  |  |  |  |
|  |                                                                                    |  |  |  |  |  |  |  |  |  |  |  |  |  |  |  |
|  | 20. Shim Deok-bu (심덕부)                                                          |  |  |  |  |  |  |  |  |  |  |  |  |  |  |  |
|  |                                                                                    |  |  |  |  |  |  |  |  |  |  |  |  |  |  |  |
|  |                                                                                    |  |  |  |  |  |  |  |  |  |  |  |  |  |  |  |
|  | 10. Shim On, príncipe interno Cheongcheon y duque Anhyo (청천부원군 안효공 심온)   |  |  |  |  |  |  |  |  |  |  |  |  |  |  |  |
|  |                                                                                    |  |  |  |  |  |  |  |  |  |  |  |  |  |  |  |
|  |                                                                                    |  |  |  |  |  |  |  |  |  |  |  |  |  |  |  |
|  | 21. Dama Mun del clan Incheon Mun (인천 문씨)                                      |  |  |  |  |  |  |  |  |  |  |  |  |  |  |  |
|  |                                                                                    |  |  |  |  |  |  |  |  |  |  |  |  |  |  |  |
|  |                                                                                    |  |  |  |  |  |  |  |  |  |  |  |  |  |  |  |
|  | 5. Reina Soheon del clan Cheongsong Shim (소헌왕후 심씨)                           |  |  |  |  |  |  |  |  |  |  |  |  |  |  |  |
|  |                                                                                    |  |  |  |  |  |  |  |  |  |  |  |  |  |  |  |
|  |                                                                                    |  |  |  |  |  |  |  |  |  |  |  |  |  |  |  |
|  | 22. Ahn Cheon-bo (안천보)                                                          |  |  |  |  |  |  |  |  |  |  |  |  |  |  |  |
|  |                                                                                    |  |  |  |  |  |  |  |  |  |  |  |  |  |  |  |
|  |                                                                                    |  |  |  |  |  |  |  |  |  |  |  |  |  |  |  |
|  | 11. Dama Ahn del clan Sunheung Ahn (순흥 안씨)                                     |  |  |  |  |  |  |  |  |  |  |  |  |  |  |  |
|  |                                                                                    |  |  |  |  |  |  |  |  |  |  |  |  |  |  |  |
|  |                                                                                    |  |  |  |  |  |  |  |  |  |  |  |  |  |  |  |
|  | 23. Dama Gim del clan Yeongju Gim (영주 김씨)                                      |  |  |  |  |  |  |  |  |  |  |  |  |  |  |  |
|  |                                                                                    |  |  |  |  |  |  |  |  |  |  |  |  |  |  |  |
|  |                                                                                    |  |  |  |  |  |  |  |  |  |  |  |  |  |  |  |
|  | 1. Yejong of Joseon                                                                |  |  |  |  |  |  |  |  |  |  |  |  |  |  |  |
|  |                                                                                    |  |  |  |  |  |  |  |  |  |  |  |  |  |  |  |
|  |                                                                                    |  |  |  |  |  |  |  |  |  |  |  |  |  |  |  |
|  | 24. Yun Cheok (윤척)                                                               |  |  |  |  |  |  |  |  |  |  |  |  |  |  |  |
|  |                                                                                    |  |  |  |  |  |  |  |  |  |  |  |  |  |  |  |
|  |                                                                                    |  |  |  |  |  |  |  |  |  |  |  |  |  |  |  |
|  | 12. Yun Seung-rye (윤승례)                                                         |  |  |  |  |  |  |  |  |  |  |  |  |  |  |  |
|  |                                                                                    |  |  |  |  |  |  |  |  |  |  |  |  |  |  |  |
|  |                                                                                    |  |  |  |  |  |  |  |  |  |  |  |  |  |  |  |
|  | 25. Dama Yi del clan Jeonui Yi (전의이씨)                                          |  |  |  |  |  |  |  |  |  |  |  |  |  |  |  |
|  |                                                                                    |  |  |  |  |  |  |  |  |  |  |  |  |  |  |  |
|  |                                                                                    |  |  |  |  |  |  |  |  |  |  |  |  |  |  |  |
|  | 6. Yun Beon, Príncipe Interno Papyeong y duque Jeongjeong (파평부원군 정정공 윤번) |  |  |  |  |  |  |  |  |  |  |  |  |  |  |  |
|  |                                                                                    |  |  |  |  |  |  |  |  |  |  |  |  |  |  |  |
|  |                                                                                    |  |  |  |  |  |  |  |  |  |  |  |  |  |  |  |
|  | 13. Dama Gwon del clan Andong Gwon (안동 권씨)                                     |  |  |  |  |  |  |  |  |  |  |  |  |  |  |  |
|  |                                                                                    |  |  |  |  |  |  |  |  |  |  |  |  |  |  |  |
|  |                                                                                    |  |  |  |  |  |  |  |  |  |  |  |  |  |  |  |
|  | 3. Reina Jeonghui del clan Papyeong Yun (정희왕후 윤씨)                            |  |  |  |  |  |  |  |  |  |  |  |  |  |  |  |
|  |                                                                                    |  |  |  |  |  |  |  |  |  |  |  |  |  |  |  |
|  |                                                                                    |  |  |  |  |  |  |  |  |  |  |  |  |  |  |  |
|  | 14. Yi Mun-hwa, duque Gongdo (공도공 이문화)                                       |  |  |  |  |  |  |  |  |  |  |  |  |  |  |  |
|  |                                                                                    |  |  |  |  |  |  |  |  |  |  |  |  |  |  |  |
|  |                                                                                    |  |  |  |  |  |  |  |  |  |  |  |  |  |  |  |
|  | 29. Dama Yi del clan Goseong Yi (고성 이씨)                                        |  |  |  |  |  |  |  |  |  |  |  |  |  |  |  |
|  |                                                                                    |  |  |  |  |  |  |  |  |  |  |  |  |  |  |  |
|  |                                                                                    |  |  |  |  |  |  |  |  |  |  |  |  |  |  |  |
|  | 7. Dama Yi del clan Incheon Yi (인천 이씨)                                         |  |  |  |  |  |  |  |  |  |  |  |  |  |  |  |
|  |                                                                                    |  |  |  |  |  |  |  |  |  |  |  |  |  |  |  |
|  |                                                                                    |  |  |  |  |  |  |  |  |  |  |  |  |  |  |  |
|  | 15. Dama Choe del clan Chungju Choe (충주 최씨)                                    |  |  |  |  |  |  |  |  |  |  |  |  |  |  |  |
|  |                                                                                    |  |  |  |  |  |  |  |  |  |  |  |  |  |  |  |
|  |                                                                                    |  |  |  |  |  |  |  |  |  |  |  |  |  |  |  |

## En la cultura popular
- Interpretado por Lee Young-hoo en la serie de televisión de KBS de 1998-2000 King and Queen.
- Interpretado por Yoo Dong-hyuk en la serie de televisión de SBS de 2007-2008 The King and I.
- Interpretado por Noh Young-hak en la serie de televisión de JTBC de 2011-2012 Insu, la Reina Madre.
- Interpretado por Lee Sun-kyun en la película de 2017 The King's Case Note.